# Премия «Гойя» за лучшие спецэффекты
Премия «Гойя» за лучший короткометражный мультипликационный фильм (Исп.: Premio Goya a los mejores efectos especiales) один из наград на Кинопремии Гойя.
Лидерами по количестве статуэток являются Реес Абадес — 9 статуэток, Феликс Бергес — 7 и Рауль Романиллос — 5.

## Победители
| Год  | Спецэффекты | Название фильма                                    | Оригинальное название                         |
| ---- | --- | -------------------------------------------------- | --------------------------------------------- |
| 2018 | Микель Серрано Сайоа Лара Лаурент Дуфрече Рауль Лопес                                                                        | Гигант                                             | Handia                                        |
| 2017 | Эухенио Кабальеро Хайме Андуиса Рави Бансал Дидак Боно Дэвид Брайан Стивен Ноубл Пилар Ревуэлта Жауме Марти Бернат Вилаплана | Голос Монстра                                      | A Monster Calls                               |
| 2016 | Бальтер Гальярт Джемма Фаурия Кристина Родригес Альберто де Торо                                                             | Анаклет:Секретный агент                            | Anacleto:Agente secreto                       |
| 2015 | Серафин Гонсалес Татьяна Эрнандес Сара Нативидад Хорхе Ривера Кристина Пастор Антон Лагуна                                   | Эль-Ниньо                                          | El Nino                                       |
| 2014 | Хуан Рамон Молина Ферран Пикер                                                                                               | Ведьмы из Сугаррамурди                             | Las brujas de Zugarramurdi                    |
| 2013 | Пау Коста Феликс Бергес | Невозможное                                        | Lo imposible                                  |
| 2012 | Артуро Бальсейро Льюис Кастельс                                                                                              | Ева: Искусственный разум                           | EVA                                           |
| 2011 | Реес Абадес Ферран Пикер | Печальная баллада для трубы                        | Balada triste de trompeta                     |
| 2010 | Райан Рейнольдс Феликс Бергес                                                                                                | Агора                                              | Ágora                                         |
| 2009 | Рауль Романильос Пау Коста Хосе Кетглас Эдуардо Диас Алекс Грау Чема Ремача                                                  | Приключения Мортадело и Филимона 2: Спасение Земли | Mortadelo y Filemón. Misión: salvar la Tierra |
| 2008 | Давид Марти Монтсе Рибе Пау Коста Энрик Марти Льюис Кастельс Йорли Сан Агустин                                               | Приют                                              | El orfanato                                   |
| 2007 | Давид Марти Монтсе Рибе Реес Абадес Эверетт Баррель Эдвард Ирасторса Эмилио Руис                                             | Лабиринт Фавна                                     | El laberinto del fauno                        |
| 2006 | Давид Марти Монтсе Рибе Феликс Кордон Феликс Бергес Рафэль Солосано                                                          | Хрупкость                                          | Frágiles                                      |
| 2005 | Реес Абадес Хесус Паскаль Рамон Лоренсо                                                                                      | Волк                                               | El Lobo                                       |
| 2004 | Рауль Романильос Пау Коста Хулио Наварро Феликс Бергес                                                                       | Приключения Мортадело и Филимона                   | La gran aventura de Mortadelo y Filemón       |
| 2003 | Хуан Рамон Молина Феликс Бергес Рафаэль Солосано                                                                             | 800 пуль                                           | 800 balas                                     |
| 2002 | Реес Абадес Хосе Мария Арагонес Карлос Мартинес Ана Нуньес Антонио Охеда                                                     | Сокровище царя Соломона                            | Buñuel y la mesa del rey Salomón              |
| 2001 | Феликс Бергес Рауль Романильос Пау Коста Хулио Наварро                                                                       | Коммуналка                                         | La comunidad                                  |
| 2000 | Рауль Романильос Мануэль Оррильо Хосе Нуньес                                                                                 | Никто никого не знает                              | Nadie conoce a nadie                          |
| 1999 | Рауль Романильос Феликс Бергес                                                                                               | Чудо сеньора Тинто                                 | El milagro de P. Tinto                        |
| 1998 | Хуан Рамон Молина | Подушка с дурманом                                 | Airbag                                        |
| 1997 | Реес Абадес Игнасио Санс | Земля                                              | Tierra                                        |
| 1996 | Реес Абадес Хуан Томиник Мануэль Оррильо                                                                                     | День зверя                                         | El día de la bestia                           |
| 1995 | Реес Абадес | Считанные дни                                      | Días contados                                 |
| 1994 | Иполито Кантеро | Мёртвая мать                                       | La madre muerta                               |
| 1993 | Оливье Глейзе Ив Доменжу Жан-Батист Монье Бернар Андре Ле Ботт Эмилио Руис Иполито Кантеро                                   | Операция «Мутанты»                                 | Acción mutante                                |
| 1992 | Реес Абадес | Повелитель теней                                   | Beltenebros                                   |
| 1991 | Реес Абадес | Ай, Кармела!                                       | ¡Ay, Carmela!                                 |
| 1990 | Колин Артур Басилио Кортихо Карло де Маркис                                                                                  | La grieta                                          | La grieta                                     |
| 1989 | Гонсало Гонсало Басилио Кортихо Карло де Маркис                                                                              | Слизни                                             | Slugs, muerte viscosa                         |
| 1988 | Франсиско Терес | Мучительная боль                                   | Angustia                                      |